# Coelogyne stricta
Coelogyne stricta är en orkidéart som först beskrevs av David Don och som fick sitt nu gällande namn av Rudolf Schlechter.
Coelogyne stricta ingår i släktet Coelogyne och familjen orkidéer. Inga underarter finns listade i Catalogue of Life.